# 伯恩茅斯足球俱乐部
伯恩茅斯足球會，是位於英格蘭多塞特郡波恩茅斯的職業足球會，目前於英超比賽。該球會成立於1890年，當時名為博斯坎比聖約翰俱樂部（Boscombe St. John's Institute FC），於1972年更名為現在的名字。自1910年開始，綽號櫻桃（The Cherries）的伯恩茅斯以原名為「迪恩考特」的活力球場作為主場，他們身穿紅黑條紋上衣，黑色短褲及襪子做為主場球衣。
伯恩茅斯曾贏得英冠和英甲的冠軍，以及英乙的兩次亞軍。他們還贏得了英格蘭足球聯賽錦標賽及英格蘭丙級南部聯賽杯的冠軍。
球隊早期的歷史幾乎都在英甲以及英乙中徘徊。直到2014/15球季結束後，球隊在時任領隊埃迪·霍維的帶領下，首次進入頂級聯賽，並角逐了五個球季，其後於2019/20球季護級失敗，降回英冠作賽，直至2022/23球季再度重返頂級聯賽。

## 歷史

### 博斯坎比足球俱樂部
雖無法指出俱樂部的確切創立時間，但有證據指出般尼茅夫足球會是創立於1899年秋天，當時這支被稱為博斯坎比的足球俱樂部，就在博斯坎比的格拉德斯通路的路燈下成立，首屆的主席是J.C. 納特。
在球隊的第一個賽季(1899-1900賽季)，博斯坎比足球俱樂部在伯恩茅斯青年聯賽中競爭，當賽季他們也參加了漢普郡青年盃(Hants Junior Cup)。在兩個賽季，球隊在Pokesdown的Castlemain Avenue足球場進行主場比賽，第三個賽季開始，他們在國王公園球場比賽，此球場比鄰於現在的狄恩考特球場，並且從這個賽季後，他們很快就成為了該鎮的頂級球隊。
在享受了許多當地民眾的支持與成功後，他們加入了漢普郡聯賽並且吸引了許多觀眾。在1910年時，當地的商人JE Cooper-Dean在國王公園球場旁的荒地簽訂了長期租約，並將荒地授予給俱樂部，做為俱樂部的足球場。這個足球場為了紀念JE Cooper-Dean，便命名為狄恩考特球場。在同一年，俱樂部以10英鎊從南安普敦簽下了他們的第一位職業球員巴文·彭頓(Baven Penton)。
而大約是在這個時候，俱樂部獲得了「櫻桃軍團」的綽號。關於為什麼會被稱做這個名字，有兩個可靠的說法：第一個是因為主場球一的櫻桃紅條紋上衣，第二個原因則可能是因為狄恩考特球場當時位於Cooper-Dean莊園附近，據說莊園裡充滿了櫻桃園。
1913-14賽季，俱樂部第一次參加了足總杯的比賽，然而，隨著1914年第一次世界大戰的爆發，俱樂部的進步也受到了停止，並且在同一年返回了漢普郡聯賽。
1920年，英格蘭足球丙級聯賽的成立，博斯坎比晉級到了南部聯賽，並取得了一定的成功。

### 般尼茅夫和博斯坎比競技足球俱樂部
為了讓俱樂部更有地區的代表性，俱樂部在1923年更名為般尼茅夫和博斯坎比競技足球俱樂部。在同一年，俱樂部入選為足球丙級南部聯賽的成員。第一場聯賽在1923年8月25日的斯溫頓鎮舉行，俱樂部以3-1輸球，而狄恩考特的第一場主場聯賽也是對陣溫斯頓，當場比賽以0-0平局，般尼茅夫也在此平局後獲得了他們的第一個聯賽積分。
起初，般尼茅夫足球會在聯賽中成績起起伏伏，但他們仍在聯賽中站穩腳步，並且成為了待在丙級南部聯賽最久的球隊。
而做為一支參加聯賽的俱樂部球隊，般尼茅夫足球會要等到第二次世界大戰以後的1945-46賽季，才能在丙級南部聯賽杯，在史丹福橋球場擊敗華素爾，贏得他們的第一座獎盃。

### AFC般尼茅夫
俱樂部曾在1970年降入第四級的丁組聯賽，但隔年立刻返回第三級的1丙級聯賽，並開始了球會令人激動的時期。在約翰‧龐德的帶領下，球會名字在1972年精簡為AFC般尼茅夫。同時也採用了新的隊徽做為球會象徵。該隊徽的背景為球會的條紋，前方頂球的球員的圖型，是為了紀念1950及1960年代球會射手迪奇‧多塞特。
紅黑條紋衫則是於1971年推出，概念源自於AC米蘭。這段期間的前鋒射手是泰德·麥克杜格，在1971年11月的對陣馬格特11-0的足總杯比賽中，攻破了對手的大門9次。不幸的是，泰德·麥克杜格在球隊獲得了丙級聯賽第三名後便離隊前往了曼聯，球會之後陷入了沉重的債務，最終在1975年降到丁組聯賽。在丁組聯賽的那幾年，狄恩考特球場上座人數很少超過3,000人，直到了大衛韋柏的加入，並建立球隊好的一面，球隊因此在1982年返回了丙級聯賽。
般尼茅夫在1987年取得丙組聯賽冠軍，回升乙組聯賽，但三年後降班返回丙組聯賽。此後，般尼茅夫在第三、四級聯賽浮沉，而且持續受財政困難困擾。至2005年，般尼茅夫須出售球場以減低債務。至2008年2月，般尼茅夫因財政問題進入債務重組，被扣十分，以至在2007/08年度球季般尼茅夫只取得英甲第廿一名，2008/09年度球季降至第四級的英乙。由於球會的債務重組在2008/09年度球季開始前尚未完成，般尼茅夫在這季一開始就被扣十七分，最後般尼茅夫在季中任用前球員霍維為領隊，成功在被扣十七分的情況下取得英乙第廿一名，護級成功，保住球會在職業聯賽的席位。而般尼茅夫亦被英國本地商人收購，開始擺脫多年的財務困難。

### 首次衝超（2009-2015）
霍維的第一個完整賽季便帶來了成功，般尼茅夫在英乙中獲得第二名，令球會回升英甲。霍維隨後在下一個賽季離開球會前往伯恩利 ; 他的繼任者，另一位前般尼茅夫球員李‧布拉德伯里，帶領般尼茅夫取得2010/11年度英甲升班附加賽資格。在附加賽準決賽，般尼茅夫與哈特斯菲兩回合連加時打成3-3平手，在互射十二碼以2比4敗給哈特斯菲。在2011/12球季，般尼茅夫只排名第11，布拉德伯里因此被青年隊教練保羅‧格羅夫斯取代。
格羅夫斯在2012/13球季開始時仍擔任教練，直到2012年10月開賽之後才被解僱，這使球會接近降班區。此時，艾迪·賀維作為教練回歸般尼茅夫，他不僅讓球會從離開降班區，他們最後更取得了英甲冠軍，升上次級的英冠聯賽，這是般尼茅夫自1990年以來首次重返英格蘭足球次級聯賽。升班後球會亦換了一個新的隊徽。般尼茅夫在第一個季的英冠聯賽取得第十名，這是他們在足球聯賽中的最高位置。
2014年10月25日，般尼茅夫在聖安德魯球場以8-0的比分戰勝伯明翰城。這是球隊第一次在聯賽中打進八球，並且是球會歷史上取得最大的得勝比數。接著般尼茅夫在英格蘭聯賽杯以2-1戰勝英超球隊西布朗，第一次晉級聯賽杯的八強。但般尼茅夫遭遇英超前列份子利物浦，最終以1-3失利。般尼茅夫在2014/15球季表現出色，長時間高據榜首，以3-0擊敗查爾頓時，贏得本屆英冠冠軍頭銜，來季升上英超，是球會百多年歷史上首次晉級到英格蘭的頂級聯賽。

### 英超時代（2015-2020）
般尼茅夫在英超聯賽中的首場比賽是2015年8月8日主場迎戰阿士東維拉，最終以0-1敗給對方。在2015-16賽季初期，球隊受到一系列嚴重傷病的困擾，其中包括隊長，湯米·埃爾菲克以及他們上個賽季明星前鋒，卡勒姆·威爾遜，其中後者受傷，幾乎缺席整個賽季。在本賽季前半段的大部分時間裡，球隊一直在努力，直到在迪恩考特球場對陣愛華頓的比賽中遇到了轉折，其中祖利亞·史坦尼斯拿斯在補時階段的第七分鐘打進一球，扳平比分。自此之後，般尼茅夫接連擊敗了車路士和曼聯兩支聯賽前列份子。球隊最終在聯賽中排名第16，保級成功。
雖然新升班球隊第一季成功護級後，在很大程度上在第二季遭遇衰退，最終在第二季以降班收場。但是般尼茅夫卻打破這個定律，在第二季聯賽最終排名第九，比首季成績更佳。他們的球隊很大程度上是由來自外借於阿仙奴的傑克·威爾謝爾和來自車路士的內森·阿克，以及在36場比賽中打入16球的約書亞·金的強勢，以及從1500萬英鎊從利物浦買來的喬丹·艾比。本賽季般尼茅夫開局較弱，他們在前三輪比賽後都處於降級區，但在對陣西布朗的比賽中以1-0擊敗對手後，他們再也沒有跌到第16位。本賽季的關鍵，是當他們以6比1 擊敗侯城，並以4比3擊敗利物浦時，這兩場勝仗幫助他們在本賽季結束時的保級，當時他們在過去的五場比賽中保持不敗，並獲得了11分的積分。
為了準備接下來的賽季，霍維以破俱樂部紀錄的轉會費簽下阿克，而阿斯米爾·貝戈維奇和傑梅恩·迪福也續約了。但新的賽季開局不佳，球隊輸掉了前4場比賽。然而，在2017年12月底和2018年1月份的良好狀態讓他們避開降級區，並且看到霍維獲得了他的第二個英超聯賽月度經理獎。他們主場3比2戰胜阿仙奴，在史丹福橋球場對陣車路士比賽中以3-0獲勝，並且獲得了19分的積分。然而球隊在賽季餘下的比賽中表現不穩定，最終在2017/18年度球季排在第12位。
在2018-19賽季的夏季，霍維簽下了大衛·布魯克斯、迪亞高·列高和傑弗森·勒馬，後者以破俱樂部轉會費加盟。與上賽季相比，俱樂部有一個強勁的開局，在前12輪之後排在第6位。然而，他們的狀態在本賽季的餘下賽程內退步，俱樂部與傷病問題交鋒，劉易斯·曲克，施蒙·法蘭西斯等人因傷缺陣。多米尼克·蘇蘭基，基斯·麥菲漢和納塔涅爾·克萊因都在冬季加入俱樂部。最終，般尼茅夫獲得了第14名，他們在英超聯賽的旅程得以延續下去。
在2019-20賽季，般尼茅夫雖然在上半季表現尚可，但因為球隊在下半季經歷財困而開始下滑，雖然最後一輪聯賽能以3-1擊敗愛華頓，但因為護級對手阿士東維拉和局收場，最終以1分之差護級失敗，來季需要在英冠作賽。

### 降回英冠（2020-2022）
般尼茅夫在2020年降落英冠作賽，而帶領球隊十二年的領隊艾迪·賀維以及主力前鋒尼敦·亞基相繼在2020/21年度球季開始前離隊，球會改任助教積臣·天杜爾為領隊。般尼茅夫在2020年12月一度位處英冠聯賽榜第二名，有望來屆重返英超，但至2021年1月球隊連續八場聯賽只取得一場勝仗，聯賽排名跌至第五位，球會亦於2021年2月解僱天杜爾而改任莊拿芬·活基治為看守領隊。最終般利茅夫取得聯賽第六名，保住參與升班附加賽的資格，在附加賽準決賽對戰賓福特。雖然般尼茅夫在首回合取得1-0領先優勢，但在次回合反負1-3，結果總比數以2-3落敗，來屆繼續在英冠作賽。
2021/22年度英冠聯賽，般尼茅夫長期與富咸穩守聯賽榜首兩位，但般尼茅夫在球季後半段成績稍為滑落，被第三位的諾定咸森林追近，最後般利茅尼在倒數第二輪聯賽以1-0擊敗諾定咸森林，提早一輪聯賽肯定取得英冠亞軍，來屆回升英超。

### 重返英超（2022-）
2022/23年度賽季，重返英超的般利茅夫首場聯賽以2-0撃敗阿士東維拉，打開勝利之門，但接下來就大敗給曼城、阿仙奴及利物浦，其中更以0-9敗給利物浦更平了英超最大敗仗紀錄。之後般尼茅夫成績持續不濟，季中連續十三場聯賽不勝後，在2023年2月跌入降班區，成為降班熱門隊伍。但般利茅夫在下半季戰績有很大改善，曾撃敗熱刺和利物浦，又同時擊敗主要護級對手狼隊、李斯特城和修咸頓，在4月30日般利茅夫在34周聯賽以4-1大勝另一支護級對手列斯聯，已取得39分，儘管他們在本季最後四場聯賽全部輸掉，般利茅夫最後仍取得英超第十五名，成功保住英超席位。

## 大事紀年
| 年 份   | 事 項                                                                                             |
| ------- | ------------------------------------------------------------------------------------------------- |
| 1890    | 球隊前身“博斯坎比聖約翰”（Boscombe St. Johns Institute FC）成立                                   |
| 1899    | 博斯坎比聖約翰解散，部分成員組成“博斯坎比”（Boscombe FC）                                         |
| 1920-21 | 參加南部〈英格蘭〉聯賽                                                                            |
| 1922-23 | 南部〈英格蘭〉聯賽亞軍                                                                            |
| 1923    | 更名“般尼茅夫及博斯坎比”（Bournemouth & Boscombe Athletic FC），加入足球聯盟南區丙組聯賽                  |
| 1947-48 | 南區丙組聯賽亞軍                                                                                  |
| 1958-59 | 聯賽重組後被置於丙組聯賽                                                                          |
| 1970    | 丙組聯賽排第廿一位，降級丁組                                                                      |
| 1970-71 | 丁組聯賽亞軍，升級丙組                                                                            |
| 1971    | 更名般尼茅夫（AFC Bournemouth）                                                                           |
| 1975    | 丙組聯賽排第廿一位，降級丁組                                                                      |
| 1981-82 | 丁組聯賽排第四位，升級丙組                                                                        |
| 1983-84 | 決賽2-1擊敗，聯賽錦標冠軍                                                                         |
| 1986-87 | 丙組聯賽冠軍，升級乙組                                                                            |
| 1990    | 乙組聯賽排第廿二位，降級丙組                                                                      |
| 1992-93 | 英超成立，丙組重組為乙組〈III〉                                                                   |
| 1997-98 | 決賽1-2負於，聯賽錦標亞軍                                                                         |
| 1997    | 由球迷成立的「Community Mutual」拯救球隊免於破產                                                  |
| 2002    | 乙組〈III〉聯賽排第廿一位，降級丙組〈IV〉                                                         |
| 2002-03 | 丙組〈IV〉聯賽排第四位，附加賽準決賽兩回合累計3-1擊敗，千禧球場決賽5-2擊敗林肯城，升級乙組〈III〉 |
| 2004-05 | 乙組〈III〉聯賽更名英甲聯賽                                                                       |
| 2005    | 以350萬鎊出售球場減債                                                                             |
| 2007-08 | 宣佈債務重組，被扣除10分。英甲聯賽排第廿一位，降級英乙聯賽                                        |
| 2008-09 | 未能脫離債務重組，開季被扣減17分。成功保級排第廿一位結束球季                                      |
| 2009-10 | 英乙聯賽亞軍，升班英甲聯賽                                                                        |
| 2010-11 | 英甲聯賽排第六位，附加賽準決賽兩回合累計4-4，十二碼2-4負於哈德斯菲爾德                            |
| 2012-13 | 英甲聯賽亞軍，升班英冠聯賽                                                                        |
| 2014-15 | 英冠聯賽冠軍，升班英超聯賽                                                                        |
| 2019-20 | 英超聯賽排第十八位，降級英冠                                                                      |
| 2020-21 | 英冠聯賽排第六位，附加賽準決賽兩回合累計2-3負於賓福特                                             |
| 2021-22 | 英冠聯賽亞軍，升班英超聯賽                                                                        |

## 近況
- 2022年8月30日，球隊聯賽三連敗，期間失掉16球，更以0 - 9的比數敗給利物浦，追平英超最大比數差距落敗紀錄，解僱領隊（Scott Parker），助教馬特·韋爾斯（英语：Matt Wells (football coach)）（Matt Wells）、門將教練洛·保殊（英语：Rob Burch (footballer)）（Rob Burch）、分析師莊拿芬·希爾（Jonathan Hill）亦一同離隊，教練（Gary O'Neil）暫時署任領隊職務，並會由兩名前隊長青年軍領隊沙恩·谷巴（Shaun Cooper）及青年軍教練（Tommy Elphick）一同協助[5]。
- 2022年11月27日，暫代領隊（Gary O'Neil）正式坐正，與球會簽約一年半[6]。
- 2022年12月13日，由美國商人比爾·科尼（英语：William P. Foley）（Bill Foley）領導的財團正式收購球隊所有股權[7]。
- 2022年12月24日，球隊公佈新教練團隊成員，曾為球隊上陣超過200場，並曾於2009年至2021年任職於球會的門將教練尼爾·摩斯（英语：Neil Moss (footballer)）（Neil Moss）回巢，利物浦U18助教添·贊堅斯（Tim Jenkins）亦加盟出任一隊教練[8]。

### 盃賽成績
| 圈數     | 日期           | 主／客   | 對賽球隊 | 紀錄                      |
| 聯 賽 盃 | 聯 賽 盃       | 聯 賽 盃 | 聯 賽 盃 | 聯 賽 盃                  |
| -------- | -------------- | -------- | -------- | ------------------------- |
| 第二圈   | 2022年8月23日  | 客       | 諾域治   | 和2 - 2 互射十二碼勝5 - 3 |
| 第三圈   | 2022年11月8日  | 主       | 愛華頓   | 勝4 - 1                   |
| 第四圈   | 2022年12月20日 | 客       | 紐卡素   | 負0 - 1                   |
| 足 總 盃 |                |          |          |                           |
| 第三圈   | 2023年1月7日   | 主       | 般尼     | 負2 - 4                   |

## 主場球場

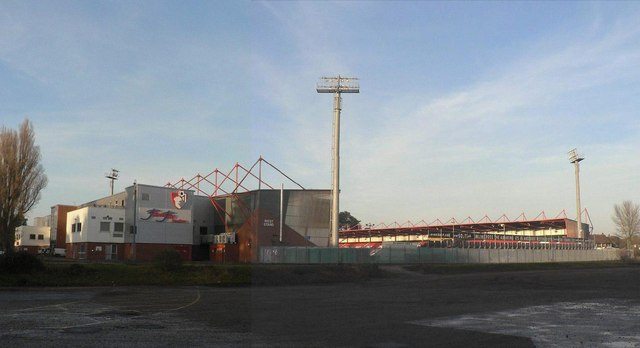
right}200px

活力球場（英語：Vitality Stadium）是位於英格蘭西南部多塞特郡度假小鎮伯恩茅斯的一座體育場，主要用於足球說賽，是伯恩茅斯足球俱乐部的主場球場。原稱「迪恩考特」（Dean Court），曾於2001年起因命名權贊助而稱為「健身第一球场」（Fitness First Stadium），後於2011年將冠名權售予「舒沃汽車集團」（Seward Motor Group）而更名「舒沃球場」（Seward Stadium）。隨著舒沃於2012年2月進行債務重組後，球場最終接受兩年交易命名為「金沙管理球場」（Goldsands stadium）。直至2015年更改為現名。
球場三面看台均於2001年重建時一併建立，基本設計與高度相近，同為單層有蓋結構，兩側設有透明擋風膠板。主看台後方設有一列行政廂房及電子屏幕。主看台對面為「能源諮詢東看台」（Energy Consulting East Stand），部分可供作客球迷入座。球門後方北看台以球會名宿命名為「史蒂夫·弗萊徹看台」（Steve Fletcher Stand）。
2012/13年球季般尼茅夫取得升班英冠的資格，球場於休賽期間在原本空置的南方興建臨時看台，全坐席可容2,400名觀眾，設有頂蓋，但前方有兩條支柱阻礙視野，以另一員名宿命名「特德·麥克杜格爾看台」（Ted MacDougall Stand）。球場四角設有照明燈塔。
於球隊在2015年升班英超後，是英超容量最少的球場。

## 榮譽
| 榮譽                      | 次數        | 年度        |
| 聯 賽 比 賽               | 聯 賽 比 賽 | 聯 賽 比 賽 |
| ------------------------- | ----------- | ----------- |
| 冠軍〈II〉聯賽 冠軍       | 1           | 2014/15年   |
| 冠軍〈II〉聯賽 亞軍       | 1           | 2021/22年   |
| 丙組〈III〉聯賽 冠軍      | 1           | 1986/87年   |
| 甲組〈III〉聯賽 亞軍      | 1           | 2012/13年   |
| 南區丙組聯賽 亞軍         | 1           | 1947/48年   |
| 乙組〈IV〉聯賽 亞軍       | 1           | 2009/10年   |
| 丁組〈IV〉聯賽 亞軍       | 1           | 1970/71年   |
| 丙組〈IV〉聯賽附加賽 冠軍 | 1           | 2002/03年   |
| 杯 賽 比 賽               |             |             |
| 聯賽錦標 冠軍             | 1           | 1983/84年   |
| 聯賽錦標 亞軍             | 1           | 1997/98年   |

## 球員名單（2025/26）
1. 粗體字為新加盟球員（青年隊提升不計）。
2. 2025年夏季轉會窗（英语：List of English football transfers summer 2025）：6月1日至10日，6月16日至9月1日。

### 目前效力
| 號碼  | 國籍     | 球員                                    | 位置     | 年齡  | 加盟年份 | 前屬球會     | 轉會費    |
| 門 將 | 門 將    | 門 將                                   | 門 將    | 門 將 | 門 將    | 門 將        | 門 將     |
| ----- | -------- | --------------------------------------- | -------- | ----- | -------- | ------------ | --------- |
| 13    | 新西兰   | 亞歷山大·保爾臣（Alex Paulsen）               | 門將     | 23    | 2024     | 威靈頓鳳凰   | 200萬鎊   |
| 28    | 塞尔维亚 | 佐治·柏度域（Djordje Petrovic）         | 門將     | 25    | 2025     | 車路士       | 2,500萬鎊 |
| 40    | 英格兰   | （Will Dennis）                         | 門將     | 25    | 2019     | 青年隊       | 不適用    |
| 後 衛 |          |                                         |          |       |          |              |           |
| 2     | 墨西哥   | （Julián Araujo）                       | 右閘     | 24    | 2024     | 巴塞罗那     | 850萬鎊   |
| 3     | 法國     | （Adrien Truffert）                     | 左閘     | 23    | 2025     | 雷恩         | 1,150萬鎊 |
| 5     | 阿根廷   | （Marcos Senesi）                       | 中堅     | 28    | 2022     | 飛燕諾       | 1,350萬鎊 |
| 6     | 威尔士   | （Chris Mepham）                        | 中堅     | 27    | 2019     | 賓福特       | 1,200萬鎊 |
| 15    | 英格兰   | （Adam Smith）                          | 右閘     | 34    | 2014     | 热刺         | 無透露    |
| 18    | 法國     | 巴福德·戴亞傑迪（Bafodé Diakité）               | 中后卫   | 24    | 2025     | 里爾         | 4,100萬鎊 |
| 20    | 阿根廷   | （Julio Soler）                         | 左閘     | 20    | 2025     | 拉魯斯       | 670萬鎊   |
| 23    | 英格兰   | （James Hill）                          | 中堅     | 23    | 2022     | 費列活特     | 100萬鎊   |
| 35    | 威尔士   | （Owen Bevan）                          | 中堅     | 21    | 2022     | 青年隊       | 不適用    |
| 45    | 美国     | 馬泰·阿金博尼（Matai Akinmboni）        | 中堅     | 18    | 2025     | 華盛頓聯隊   | 120萬鎊   |
| 中 場 |          |                                         |          |       |          |              |           |
| 4     | 英格兰   | （Lewis Cook）                          | 正中場   | 28    | 2016     | 列斯聯       | 630萬鎊   |
| 7     | 威尔士   | （David Brooks）                        | 右翼     | 28    | 2018     | 錫菲聯       | 1,000萬鎊 |
| 8     | 英格兰   | （Alex Scott）                          | 正中場   | 21    | 2023     | 布里斯托尔城 | 2,000萬鎊 |
| 10    | 蘇格蘭   | （Ryan Christie）                       | 正中場   | 30    | 2021     | 些路迪       | 260萬鎊   |
| 11    | 蘇格蘭   | 班·多克（Ben Doak）                     | 右翼     | 19    | 2025     | 利物浦       | 2,000萬鎊 |
| 12    | 美国     | （Tyler Adams）                         | 防守中場 | 26    | 2023     | 列斯聯       | 2,300萬鎊 |
| 16    | 英格兰   | （Marcus Tavernier）                    | 左中場   | 26    | 2022     | 米德尔斯堡   | 1,070萬鎊 |
| 17    | 哥伦比亚 | （Luis Sinisterra）                     | 左翼     | 26    | 2023     | 列斯聯       | 2,000萬鎊 |
| 21    | 法國     | （Romain Faivre）                       | 右中場   | 27    | 2023     | 里昂         | 1,280萬鎊 |
| 25    | 科特迪瓦 | （Hamed Traorè）                        | 進攻中場 | 25    | 2023     | 薩斯索羅     | 2,200萬鎊 |
| 29    | 丹麦     | （Philip Billing）                      | 正中場   | 29    | 2019     | 哈特斯菲     | 1,500萬鎊 |
| 前 鋒 |          |                                         |          |       |          |              |           |
| 9     | 巴西     | （Evanilson）                           | 中鋒     | 25    | 2024     | 波尔图       | 3,150萬鎊 |
| 19    | 荷兰     | （Justin Kluivert）                     | 左翼     | 26    | 2023     | 羅馬         | 960萬鎊   |
| 22    | 法國     | 伊莱·朱尼尔·克鲁皮（Eli Junior Kroupi） | 中鋒     | 19    | 2025     | 洛里昂       | 1,000萬鎊 |
| 24    | 加纳     | （Antoine Semenyo）                     | 右翼     | 25    | 2023     | 布里斯托尔城 | 905萬鎊   |
| 26    | 土耳其   | 埃內斯·烏拿（Enes Ünal）                | 中鋒     | 28    | 2024     | 基達菲       | 1,400萬鎊 |

1. ↑  另浮動條款300萬鎊
2. ↑  另浮動條款500萬鎊
3. ↑  另浮動條款150萬鎊
4. ↑  另浮動條款430萬鎊
5. ↑  另浮動條款500萬鎊
6. ↑  租借一季(23/24)後買斷
7. ↑  租借下半季(22/23)後買斷
8. ↑  另浮動條款850萬鎊
9. ↑  另浮動條款90萬鎊
10. ↑  租借下半季(23/24)後買斷

### 外借球員
| 號碼             | 國籍             | 球員                | 位置             | 年齡             | 加盟年份         | 外借球會         | 外借球季         |
| 2025年夏季轉會窗 | 2025年夏季轉會窗 | 2025年夏季轉會窗    | 2025年夏季轉會窗 | 2025年夏季轉會窗 | 2025年夏季轉會窗 | 2025年夏季轉會窗 | 2025年夏季轉會窗 |
| ---------------- | ---------------- | ------------------- | ---------------- | ---------------- | ---------------- | ---------------- | ---------------- |
| 21               | 英格兰           | （Daniel Jebbison） | 中鋒             | 22               | 2024             | 普雷斯頓         | 25/26球季        |
| 37               | 英格兰           | （Max Aarons）      | 右閘             | 25               | 2023             | 格拉斯哥流浪者   | 25/26球季        |

### 離隊球員
1. 『*』為先租出一季或半季後售出。

| 號碼             | 國籍             | 球員                      | 位置             | 年齡             | 加盟年份         | 加盟球會         | 轉會費           |
| 2025年夏季轉會窗 | 2025年夏季轉會窗 | 2025年夏季轉會窗          | 2025年夏季轉會窗 | 2025年夏季轉會窗 | 2025年夏季轉會窗 | 2025年夏季轉會窗 | 2025年夏季轉會窗 |
| ---------------- | ---------------- | ------------------------- | ---------------- | ---------------- | ---------------- | ---------------- | ---------------- |
| 1                | 巴西             | （Neto）                  | 門將             | 36               | 2022             | 保地花高         | 自由轉會         |
| 2                | 荷兰             | （Dean Huijsen）          | 中堅             | 20               | 2024             | 皇家馬德里       | 5,000萬鎊        |
| 3                | 匈牙利           | （Milos Kerkez）          | 左閘             | 21               | 2023             | 利物浦           | 4,000萬鎊        |
| 8                | 英格兰           | （Joe Rothwell）          | 正中場           | 30               | 2022             | 格拉斯哥流浪     | 40萬鎊           |
| 11               | 布吉納法索       | （Dango Ouattara）        | 左翼             | 23               | 2023             | 布伦特福德       | 3,700萬鎊        |
| 13               | 西班牙           | （Kepa Arrizabalaga）     | 門將             | 30               | 2024             | 切尔西           | 租借歸還         |
| 27               | 乌克兰           | 伊利亞·扎巴爾內（Illya Zabarnyi） | 中堅             | 22               | 2023             | 巴黎圣日耳曼     | 5,430萬鎊        |
| 32               | 英格兰           | （Jaidon Anthony）        | 左翼             | 25               | 2018             | 伯恩利           | 810萬鎊*         |
| 42               | 爱尔兰           | （Mark Travers）          | 門將             | 26               | 2016             | 愛華頓           | 400萬鎊          |

## 著名球星
- （Darren Anderton）
- （George Best）
- （Matt Holland）
- （Gavin Peacock）
- （Brett Pitman）
- ·雷德克纳普（Jamie Redknapp）
- ·雷德克纳普（Harry Redknapp）